# Winchester (Connecticut)
Winchester ist eine Stadt im Litchfield County im US-Bundesstaat Connecticut, Vereinigte Staaten, mit 10.800 Einwohnern (Stand: 2004). Die geographischen Koordinaten sind: 41,90° Nord, 73,14° West. Das Stadtgebiet hat eine Größe von 87,6 km².

## Geschichte
Die Stadt Winchester wurde am 21. Mai 1771 gegründet und nach Winchester in England benannt.